# Lijst van burgemeesters van Sprang-Capelle
Dit is een lijst van burgemeesters van de voormalige Nederlandse gemeente Sprang-Capelle vanaf de vorming op 1 januari 1923 tot die gemeente op 1 januari 1997 samen met Waspik en Waalwijk opging in de gemeente Waalwijk.
| Ambtsperiode | Naam burgemeester          | Partij of stroming | Bijzonderheden                                                                                        |
| ------------ | -------------------------- | ------------------ | --- |
| 1923 - 1934  | Cornelis (C.G.H.H.) Meijer | liberaal           | sinds 1900 al burgemeester van Sprang                                                                 |
| 1934 - 1944  | Adrianus (A.) Smit         | ARP                | |
| 1944         | Dirk (D.) Berkhout         |                    | |
| 1944 - 1959  | Adrianus (A.) Smit         | ARP                | later burgemeester van Hazerswoude                                                                    |
| 1960 - 1972  | Maarten (M.) van Prooijen  | ARP                | later burgemeester van 's-Gravenzande                                                                 |
| 1972 - 1979  | P.B. Bakker                | ARP                | eerder burgemeester van Ouderkerk aan den IJssel, later waarnemend burgemeester van Berkenwoude       |
| 1979 - 1987  | Johan (J.G.) Buijnink      | CDA                | eerder burgemeester van Zwartsluis                                                                    |
| 1988 - 1997  | Eint Beekman Ockels        | VVD                | verder (waarnemend) burgemeester geweest van onder andere Fijnaart en Heijningen, Klundert en Wierden |